# التمرد اليهودي في فلسطين الانتدابية
إن التمرد اليهودي في فلسطين الانتدابية، المعروف في المملكة المتحدة باسم حالة الطوارئ الفلسطينية، هو حملة شبه عسكرية قامت بها الجماعات الصهيونية السرية ضد الحكم البريطاني في فلسطين الانتدابية. وتصاعدت حدة التوترات بين القوات الصهيونية السرية وسلطات الانتداب البريطاني منذ عام 1938 وتكثفت بنشر الكتاب الأبيض لعام 1939. وحدد الكتاب سياسات حكومية جديدة لفرض المزيد من القيود على عمليات الهجرة اليهودية ومشتريات الأراضي، وأعلن نية منح الاستقلال لفلسطين، بأغلبية عربية، في غضون عشر سنوات. على الرغم من أن الحرب العالمية الثانية قد جلبت الهدوء النسبي، تصاعدت التوترات مرة أخرى إلى صراع مسلح قرب نهاية الحرب، عندما أصبح من الواضح أن دول المحور كانت على وشك الهزيمة.
ظلت الهاغاناه، أكبر الميليشيات اليهودية السرية، التي كانت تحت سيطرة القيادة اليهودية المعترف بها رسميا في فلسطين، متعاونة مع البريطانيين. لكن الإرغون وشتيرن، وهما ميليشيات صغيرة منشقة في الحركة اليمينية التحريفية، أطلقا تمردًا ضد الحكم البريطاني في عام 1944. هاجموا أهداف الشرطة والحكومة ردا على قيود الهجرة البريطانية. تجنبوا عن قصد الأهداف العسكرية، لضمان أنهم لن يعوقوا المجهود الحربي البريطاني ضد عدوهم المشترك، ألمانيا النازية. تعاونت الهاغاناه بنشاط مع البريطانيين في قمع الإرغون، مما أوقف التمرد فعليًا. ومع ذلك، بعد نهاية الحرب العالمية الثانية في أوروبا (أبريل – مايو 1945)، عندما أصبح من الواضح أن البريطانيين لن يسمحوا بهجرة يهودية كبيرة ولم يكن لديهم نية لإنشاء دولة يهودية على الفور، انضمت الهاغاناه إلى الإرجون وشتيرن في تمرد ضد الحكم البريطاني. توسعت أنشطة التمرد لمهاجمة الأهداف العسكرية. عملت الهاغاناه مرة أخرى لفترة وجيزة لقمع عمليات إرغون وشتيرن، بسبب وجود لجنة تحقيق تابعة الأمم المتحدة في فلسطين. استمر التمرد حتى اندلاع حرب التطهير العرقي، على الرغم من استمرار القوات البريطانية والصهيونية في الاشتباك طوال فترة حرب التطهير العرقي حتى إنهاء الانتداب البريطاني لفلسطين وإعلان قيام إسرائيل في 14 مايو 1948.
تصاعد الصراع المسلح خلال المرحلة النهائية من الحرب العالمية الثانية، عندما أعلن الإرجون ثورة في فبراير 1944، منهيا التوقف في العمليات التي بدأت في عام 1940. بدءا من اغتيال والتر غينيس، بارون موين الأول في عام 1944، عارضت الهاغاناه بنشاط الإرجون وشتيرن، في فترة من القتال بين اليهود المعروف باسم موسم الصيد. ومع ذلك، في خريف عام 1945، بعد نهاية الحرب العالمية الثانية في آسيا (سبتمبر 1945)، بدأت الهاغاناه فترة من التعاون مع المنظمتين الأخريين تحت الأرض. وقد شكلوا معا حركة المقاومة اليهودية. امتنعت الهاغاناه عن المواجهة المباشرة مع القوات البريطانية، وركزت جهودها على مهاجمة مراقبة الهجرة البريطانية، في حين هاجمت إرغون وشتيرن أهداف الجيش والشرطة. وقد حلت حركة المقاومة في يوليو 1946 بعد تبادل الاتهامات، وذلك في أعقاب تفجير فندق الملك داود. بدأت الإرغون وشتيرن العمل بشكل مستقل، في حين أن الميليشيا الرئيسية تحت الأرض الهاغاناه تصرفت بشكل رئيسي في دعم الهجرة اليهودية إلى فلسطين الانتدابية. بعد صدور قرار خطة التقسيم للأمم المتحدة في 29 نوفمبر 1947، تفوقت حرب التطهير العرقي التي شنها اليهود ضد العرب الفلسطينيين على التوترات السابقة لكل منهما مع البريطانيين.
داخل المملكة المتحدة كانت هناك انقسامات عميقة حول سياسة فلسطين. توفي عشرات الجنود البريطانيين والمقاتلين اليهود والمدنيين خلال حملات التمرد. أدى الصراع إلى زيادة معاداة السامية في المملكة المتحدة. في أغسطس 1947، بعد شنق اثنين من الرقباء البريطانيين المختطفين، كان هناك أعمال شغب واسعة النطاق ضد اليهود في جميع أنحاء المملكة المتحدة. تسبب الصراع في توترات في العلاقات بين المملكة المتحدة والولايات المتحدة.

## سجل تاريخي

### التقييدات البريطانية على الهجرة اليهودية
خلال الانتخابات البريطانية لعام 1945، تعهد حزب العمال أنه في حال عاد إلى السلطة، فسيُلغ الكتاب الأبيض لعام 1939، وسيسمح بهجرة يهودية حرة إلى فلسطين وحتى نقل العرب وتحويل فلسطين إلى وطن قومي لليهود يتطور تدريجيًا إلى دولة مستقلة. على أي حال، قرر وزير الخارجية الجديد التابع لحزب العمال، إرنست بيفن، إبقاء التقييدات الشديدة على الهجرة اليهودية. قبل الحرب، كان بيفن رئيس أكبر اتحاد تجاري في بريطانيا، نقابة عمال النقل والأشغال العامة وبصفته هذه قاد حملة لمنع اليهود الألمان من الهجرة إلى بريطانيا. فضّل بيفن سياسة الكتاب الأبيض وهي بتحويل فلسطين إلى دولة عربية بأقلية يهودية تملك حقوق سياسية واقتصادية، وخشي من أن تشكيل دولة يهودية سيشعل الرأي العام العربي ويعرض مكانة بريطانيا للخطر باعتبارها القوة المهيمنة في الشرق الأوسط. اعتقد بيفن أيضًا أنه يجب إعادة توطين المشردين الناجين من الهولوكوست في أوروبا وليس فلسطين.
بسبب التقييدات البريطانية على الهجرة، لجأت الوكالة اليهودية التنفيذية إلى الهجرة غير الشرعية. على مدار السنوات القليلة التي تلت ذلك أبحر عشرات آلاف اليهود باتجاه فلسطين في سفن مكتظة ضمن مُخطط عُرف باسم عليا بت، رغم المعرفة شبه الأكيدة بأن هذا المخطط سيؤدي إلى السجن في معسكر اعتقال بريطاني (اعتُرضت معظم السفن). كانت الغالبية الساحقة يهودًا أوروبيين، من بينهم العديد من ناجي الهولوكوست، إلا أنه كان هناك بعض اليهود من شمال أفريقيا.
في أوروبا بدأ بارتيزان يهود سابقون بقيادة أبّا كوفنر بإعداد طرق هروب تأخذ اليهود من أوروبا الشرقية إلى البحر المتوسط إذ جهزت الوكالة اليهودية سفنًا لنقلهم بطريقة غير شرعية إلى فلسطين. حاول المسؤولون البريطانيون في المناطق الألمانية المحتلة إيقاف الهجرة اليهودية من خلال رفض الاعتراف باليهود بوصفهم مجموعة قومية ومطالبةً بعودتهم إلى مواطنهم الأصلية. مارست الحكومة البريطانية ضغطًا سياسيًا على بولندا، وهي مصدر عدد كبير من اليهود اللاجئين، للتضييق على الهجرة اليهودية، إذ سمحت بولندا بذهاب اليهود بحرية دون تأشيرات دخول أو تصاريح خروج، لكن جهودهم لم تكن مجدية. في عام 1947، أطلق جهاز الاستخبارات البريطاني (إم 16) العملية إمبراس (إرباك)،وهي عملية سرية لتفجير السفن في المرافئ الإيطالية التي كانت تتحضر لأخذ اللاجئين اليهود إلى فلسطين، من خلال عملاء يربطون ألغام البطلينوس على هياكل السفن. من صيف 1947 إلى بدايات 1948، أُجريت خمس اعتداءات من هذا النوع، دُمرت سفينة وخُرّبت سفينتين أُخرتين. اكتُشف لغمان بريطانيان آخران قبل انفجارهما.
في المراحل الأولى من الهجرة غير الشرعية، استُخدمت زوارق صغيرة لجلب اللاجئين اليهود، واستُخدمت سفن كبيرة لاحقًا. بالمجمل، استُخدمت 60 سفينة تقريبًا، من بينها 10 سفن جرى الحصول عليها بوصفها مخلفات حرب من مقابر السفن في الولايات المتحدة. كان من ضمن الطواقم يهود أمريكيين وكنديين متطوعين. في سبيل منع المهاجرين اليهود غير الشرعيين من الوصول إلى فلسطين فُرض حصار بحري لإيقاف القوارب التي تحمل مهاجرين غير شرعيين، وكان هناك جمع معلومات استخباراتية وضغط دبلوماسي مكثفان على البلدان التي كان المهاجرون يعبرون من خلالها أو التي كانت السفن تأتي من مرافئها. حين اكتشاف سفينة تحمل مهاجرين غير شرعيين، كانت السفن الحربية تقترب منها، وغالبًا ما تُجري مناورة عنيفة لتجنب ركوبهم على متنها. كانت تُرسل فرق الهجوم البريطانية بعد ذلك والمؤلفة من قوات الملكية البحرية والمظليين للسيطرة على السفينة. على متن 27 سفينة، قوبلت فرق الهجوم ببعض المقاومة، من ضمن ذلك 13 حالة مقاومة عنيفة، اعتُرضت خلالها فرق الهجوم من قِبل المسافرين المسلحين بأسلحة مثل هراوات وقضبان حديدية وفؤوس وقنابل نارية وخراطيم البخار الحارق ومسدسات. صدمت سفن البحرية الملكية الناقلات، واقتحمت فرق الهجوم السفن وانخرطت باشتباك متلاحم لكسب السيطرة. استُخدمت الأسلحة النارية في خمس حالات. خلال هذه المواجهات، تضررت سفينتان من البحرية الملكية في اصطدامها مع سفن المهاجرين. قُتل سبعة جنود بريطانيين خلال الاشتباكات على سفن المهاجرين – غرق معظمهم بعد دفعهم عن السفينة من قِبل المسافرين. قُتل ستة مسافرين أيضًا. من عام 1945 إلى 1948، حاول نحو 80,000 مهاجر غير شرعي دخول فلسطين. جرى الاستيلاء على 49 سفينة تحمل مهاجرين غير شرعيين واحتُجز 66,000 شخص. غرق نحو 1,600 آخرين في البحر.
في عام 1945، أُعيد فتح معتقل عتليت. أُنشئ المعتقل في ثلاثينيات القرن العشرين لحجز المهاجرين اليهود غير الشرعيين الهاربين من أوروبا، وخلال الحرب العالمية الثانية استُخدم لاحتجاز اللاجئين اليهود الهاربين من الهولوكوست، الذين احتُجزوا لفترة طويلة قبل الإفراج عنهم. مع بدء وصول المزيد والمزيد من المهاجرين غير الشرعيين إلى فلسطين، أُعيد فتح المعتقل. في أكتوبر 1945، حرر هجومٌ من قِبل البلماخ 208 سجناء. بعد أسبوعٍ من تفجير فندق الملك دايفد (داوود) في يوليو 1946، وصلت أربع سفن تحمل 6,000 مهاجر غير شرعي إلى حيفا، فاض بهم معتقل عتليت بالكامل. أنشأت الحكومة البريطانية، التي علمت منذ فترة أنه لن يكون بالإمكان احتواء الهجرة اليهودية، معسكرات اعتقال على جزيرة قبرص لاحتجاز جميع المهاجرين غير الشرعيين. مرَّ نحو 53,000 يهودي، معظمهم ناجون من الهولوكوست، عبر مراكز الاعتقال هذه.
حاول المسؤولون البريطانيون في المناطق المحررة وقف هجرة اليهود، ولم يعترفوا باليهود كمجموعة قومية، مطالبين بعودتهم إلى مواطنهم الأصلية. أُجبر اليهود الناجون من معسكرات الاعتقال (وهم المهجرون قسريًا) على مشاركة السكن مع مهجرين غير يهود كان بعضهم متواطئًا مع النظام النازي ويسعى للجوء. في بعض الحالات أُعطي النازيون السابقون مراكز ذات سلطة في المخيمات، استغلوها للإساءة إلى اليهود الناجين. أُوقفت مؤون الطعام لليهود الناجين من معسكر الاعتقال في المنطقة البريطانية لمنعهم من مساعدة اليهود الهاربين من أوروبا الشرقية. مُنع عنهم الدعم في المنطقة البريطانية بذريعة أنهم لم يكونوا مهجرين بسبب الحرب.
لم تساعد القوات في المنطقة الأمريكية أيضًا الناجين لكن عام 1945، أرسل رئيس الولايات المتحدة هاري إس. ترومان ممثلًا شخصيًا عنه، إيرل جي. هاريسون، لاستقصاء وضع الناجين اليهود في أوروبا، أفاد هاريسون،
يجب توقع حركات كبيرة غير رسمية وغير مرخصة من قِبل الشعب، وستتطلب قوة كبيرة لمنعها، يقترب صبر العديد من الأشخاص المعنيين، وفي رأيي هو أمرٌ مُبرر، من نقطة الانفجار. تأكيد أن معظم هؤلاء الأشخاص يائسين أمرٌ لا مبالغة فيه، أصبحوا معتادين في ظل الحكم الألماني على استخدام أي وسيلة ممكنة للوصول إلى نهايتهم، وأن الخوف من الموت لا يقيدهم.
غيّر تقرير هاريسون من سياسة الولايات المتحدة في المناطق المحتلة، وركزت سياسة الولايات المتحدة أكثر على مساعدة اليهود في الهرب من أوروبا الشرقية. تعلم اليهود الهاربون من الهجمات المعادية للسامية التي نشأت في أوروبا الشرقية بعد انتهاء الحرب، تجنب المنطقة البريطانية وتحركوا بشكل عام عبر المناطق الأمريكية.
في أبريل 1946، أفادت لجنة التحقيق الأنجلو أمريكية أنه بإتاحة الفرصة، سيهاجر نصف مليون يهودي إلى فلسطين:
في بولندا هنغاريا ورومانيا، الرغبة الأساسية هي الخروج. ... يعتقد الغالبية العظمى من اليهود المهجرين قسريًا والمهاجرين، أن المكان الوحيد الذي يؤمّن لهم أفقًا هو فلسطين.
وجد استبيان لليهود المهجرين قسريًا أن 98% منهم سيختار فلسطين.

### الاستشهادات
1. ↑  Cesarani, David. "One hundred years of Zionism in England." European Judaism: A Journal for the New Europe 25, no. 1 (1992): 40-47.
2. ↑  Benjamin Grob-Fitzgibbon. Imperial Endgame: Britain's Dirty Wars and the End of Empire. p. 12.  نسخة محفوظة 26 يوليو 2017 على موقع واي باك مشين.
3. 1 2 3  French, D. The British Way in Counter-Insurgency, 1945–1967. Oxford University Press, 2011: p48.
4. ↑  Jewish Chronicle 8/8/47 and 22/8/47, both p. 1. See also Bagon, Paul (2003). "The Impact of the Jewish Underground upon Anglo Jewry: 1945–1947". St Antony's College, University of Oxford M-Phil thesis (mainly the conclusion) Retrieved on 2008-10-25. نسخة محفوظة 17 ديسمبر 2017 على موقع واي باك مشين.
5. ↑  "THE UNITED RESISTANCE". مؤرشف من الأصل في 2020-10-26.
6. ↑  One Palestine Complete: Jews and Arabs under the British Mandate by Tom Segev p. 482, Abacus 2001
7. ↑  Lappin، Shalom. This Green and Pleasant Land: Britain and the Jews (PDF). ص. 21. مؤرشف من الأصل (PDF) في 2019-05-31.
8. ↑  Louis, William Roger: Ends of British Imperialism: The Scramble for Empire, Suez, and Decolonization, pp. 419–422
9. ↑  Weiler, Peter: Ernest Bevin, p. 170
10. ↑  Flight and Rescue: Brichah, written by Yehuda Bauer, published by Random House; New York, 1970
11. ↑  Marrus, Michael Robert; Aristide R. Zolberg (2002). The Unwanted: European Refugees from the First World War Through the Cold War. Temple University Press. p. 336.
12. ↑  Aleksiun, Natalia."Beriḥah". YIVO. "Suggested reading: Arieh J. Kochavi, "Britain and the Jewish Exodus...," Polin 7 (1992): pp. 161–175" نسخة محفوظة 22 سبتمبر 2020 على موقع واي باك مشين.
13. ↑  Jeffery, Keith: The Secret History of MI6 (2010)
14. ↑  "What the IDF Could Learn From the Royal Navy". Haaretz. 7 يونيو 2017. مؤرشف من الأصل في 2015-09-24.
15. ↑  Robinson, James (2000). "Standby to Board - The Royal Navy In Palestine Waters | Palestine | Britain's Small Wars". britains-smallwars.com (بالإنجليزية). Archived from the original on 2001-02-07. Retrieved 2020-03-12. The courage, determination and restraint of the boarding parties were crucial to the success of these missions. Once the vessel was under control they invariably behaved in a friendly and helpful manner towards the immigrants. Service in the Patrol was recognized by the award of the Naval General Service Medal. From start to finish 49 illegal immigrant vessels were arrested by the RN and some 66.000 people detained.
16. 1 2  "American & Canadian Contributions to Aliyah Bet". Jewish Virtual Library. مؤرشف من الأصل في 2016-08-28.
17. ↑  The Times 3/8/1946 p. 4.
18. ↑  Ted Gottfried, Displaced Persons: The Liberation and Abuse of Holocaust Survivors, p. 25
19. ↑  A. Kochavi, Post-Holocaust Politics: Britain, the United States and Jewish Refugees 1945–1948 (Chapel-Hill: University of North Carolina Press 2001), pp. 45–56. Y. Bauer, Out of the Ashes: The Impact of American Jews on Post-Holocaust European Jewry (Oxford: Pergamon 1989) chapter 2.
20. ↑  "accessed Nov 2007". مؤرشف من الأصل في 2008-02-13.
21. ↑  Inquiry Report yale.edu chapter II paragraph 12 نسخة محفوظة 20 أغسطس 2016 على موقع واي باك مشين.
22. ↑  Y. Bauer, Out of the Ashes: The Impact of American Jews on Post-Holocaust European Jewry (Oxford: Pergamon 1989) p. 86, Z. V. Hadari, Second Exodus: The Full Story of Jewish Illegal Immigration to Palestine 1945–1948 (London: Valentine Mitchell 1991) p. 18. In reality less wanted to go to Palestine but DP's responded to Zionist requests that they write Palestine.